# Kassai arany éremlelet

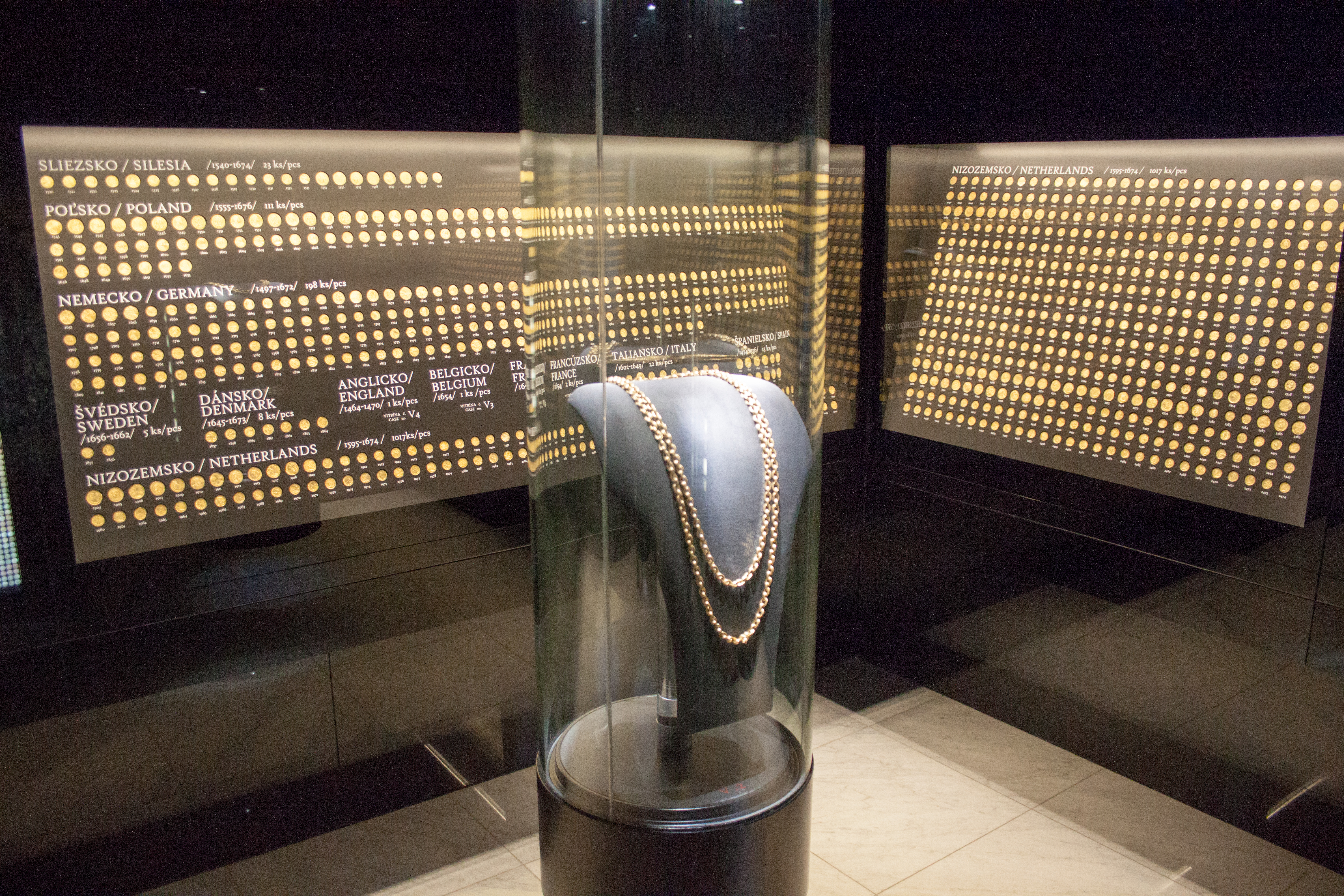
A lelet egy részlete a múzeum páncéltermében

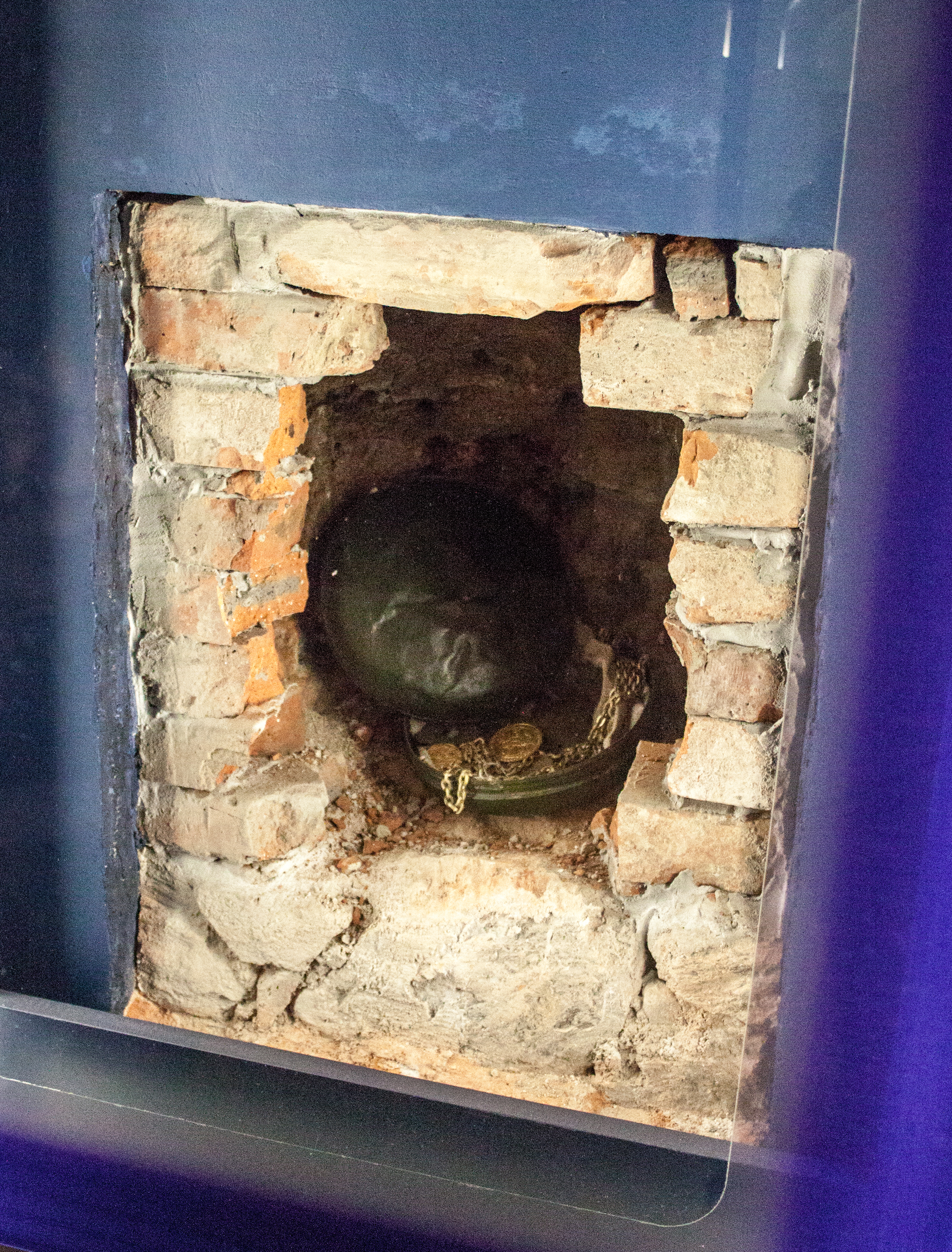
A megtalálás helyének rekonstrukciója a múzeumban

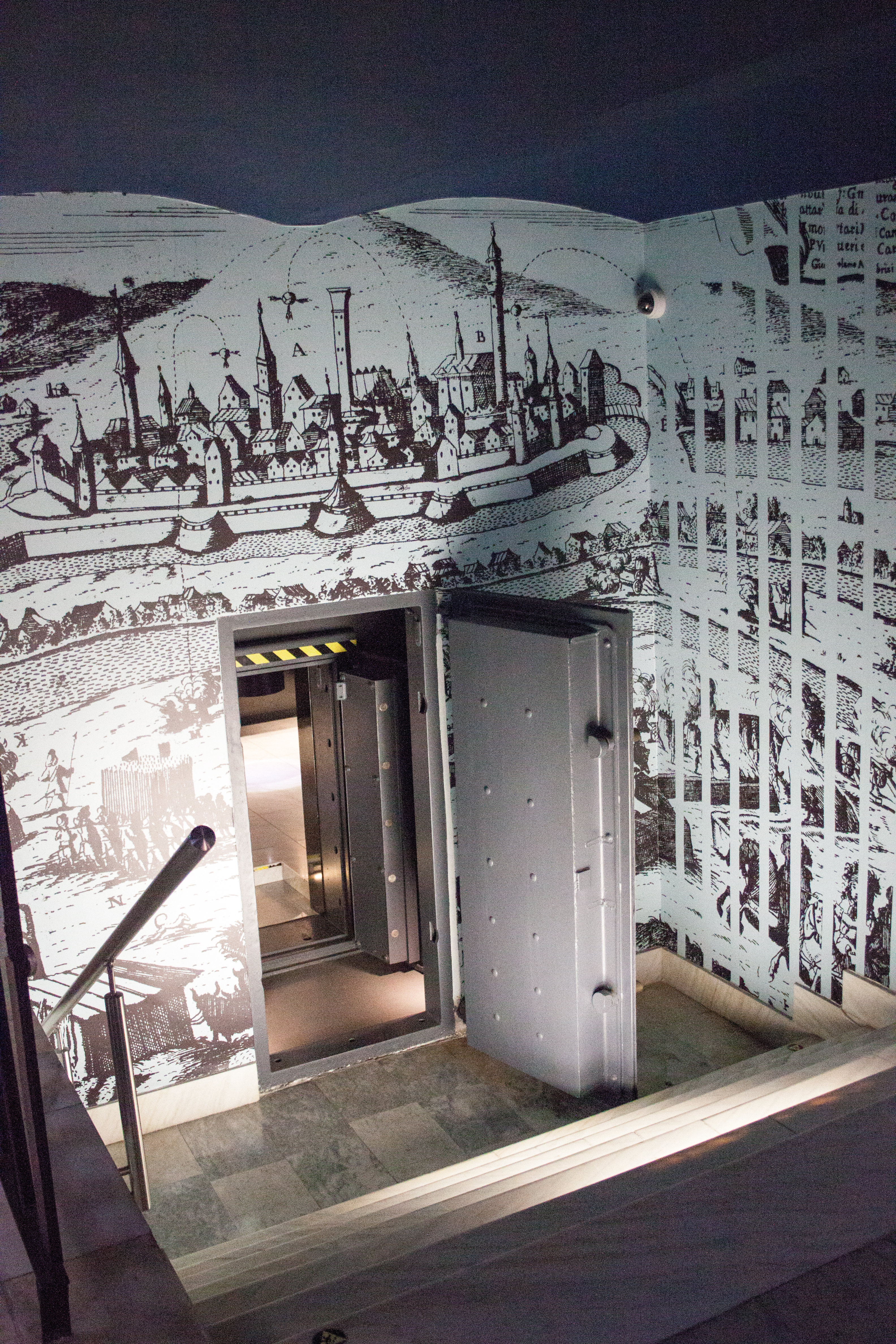
A páncélterem kettős bejárata a múzeumban

A kassai arany éremleletet 1935-ben találták meg Kassán az új pénzügyi hivatal építése során egy Fő utcai régi épület elbontásakor. A 17. század végén elrejtett kincs Szlovákia legfontosabb numizmatikai lelete és Európában is kiemelkedő jelentőségű. A kincslelet a kassai Kelet-szlovákiai Múzeum erre a célra létrehozott páncéltermében tekinthető meg; a kiállítás modern megoldásai lehetővé teszik az érmék részletes tanulmányozását.

## Története
1935. augusztus 24-én a kassai Fő utcán, a jelenlegi 68. szám alatt egy régi épület elbontása során a falba építve találtak rá egy kör alakú rézdobozra, amiben a kincs volt elrejtve. A felfedező munkások megpróbáltak néhány érmét eltulajdonítani, de végül sikerült a lelet egységét megőrizni. A lopási kísérlet miatt a megtalálók elestek a törvényes jutalomtól, a kincs teljes egészében állami tulajdonba került.
A felfedezés nagy visszhangot kapott a korabeli helyi szlovák és magyar nyelvű sajtóban, de nemzetközileg is. A kincset először az akkori pozsonyi Szlovák Nemzeti Történeti Múzeumban helyezték el. 1940-ben Prágába szállították az államkincstárba, majd megkezdték tudományos feldolgozását is a Nemzeti Múzeumban Emánuela Nohejlová-Prátová vezetésével. A háború alatt elrejtették a németek elől. Először 1953-ban állították ki Prágában, Kassán pedig csak 1956-ban mutatták be egy részét a nemzetközi múzeumi hét alkalmából. 1967-ben az aranyleletet Szilassy János lőcsei aranyműves munkáival közös kiállításon mutatták be.
Az aranykincs csak 1970-ben érkezett végleges helyére, a kassai Kelet-szlovákiai Múzeumba. Az őrzésére és bemutatására szolgáló páncéltermet 1994-ben, majd 2005-ben is átalakították, fejlesztették, modernizálták. 2007-ben a gazdag anyagot közös kiállításon mutatták be a frissebben talált újfehértói aranykinccsel együtt Szlovákiában, illetve Magyarországon is. 2009-ben Pozsonyban, majd Prágában, 2011-ben Budapesten, 2012-ben Krakkóban, 2013-ban pedig Ostravában vendégszerepelt az éremegyüttes.
A kassai kiállítás mai (2018-as) alakját 2013-ban nyerte el, amikor interaktivitás révén lehetővé tették a gyűjtemény részletes tanulmányozását a látogatók számára.

## Leírása
A leletegyüttes 2920 arany érmét, három aranymedált és egy 2,14 méter hosszú, 990/1000-as tisztaságú reneszánsz aranyláncot tartalmaz, összesen 11,5 kg súlyban. 
A pénzdarabok származási helye Magyarország (1181 darab), holland tartományok és városok (1016), Erdély (257), különböző német (195) és lengyel (113) pénzverdék, Salzburg (31), Csehország (26), Ausztria (24), Olaszország (22), Szilézia (22), Spanyolország (13), Dánia (8), Svédország (7), Franciaország (2), Anglia (1), Belgium (1).
A gyűjtemény legrégebbi darabja Lysimachos (i. e. 323 - i. e. 281) aranypénze (vagy annak nagyon jó kelta másolata). Különlegesség IV. Eduárd angol király ryal nevű aranypénze, Rudolf magyar király Kassán vert dukátja, II. Lajos magyar király 1525-ös érméje, ugyancsak II. Lajos koronázási medálja, amely gyermekként ábrázolja őt 1508-ban, de a medált 1544-ben verték; valamint I. Ferdinánd magyar király úgynevezett lovas medálja, amely a körmöcbányai Christoph Fuessel pénzverő 1541-es munkája, és ez az egyetlen fennmaradt darab, amit aranyból és nem ezüstből vertek.

## A lelet értékelése
A kincset rejtő régi ház egykor a Szepesi Kamara épülete volt. A legkésőbb vert érme 1679-ből származik (I. Lipót dukátja).  A kutatók véleménye szerint a kincset Thököly Imre Habsburg-ellenes háborúja idején rejthették el, valószínűleg 1682-ben, amikor Kassa városa Thököly kezébe került. Az érmék összetételéből is kitűnik, hogy tulajdonosa – személy vagy a Szepesi Kamara mint intézmény – Habsburg-párti volt, mivel erdélyi vagy francia érmékből viszonylag kevés volt a gyűjteményben. A tulajdonos pénzügyi szakember lehetett, mert az érmék között nagy többségben voltak a kor legtöbbre tartott magyar, illetve holland aranypénzei.